# Simon Paque
Simon Paque né à Grâce-Berleur le 26 décembre 1898 et mort le 17 décembre 1977 dans cette même ville est un homme politique belge et militant wallon.

## Biographie
Ouvrier mineur comme son père, il commença à travailler à la mine à l'âge de 13 ans (1912-1924). Durant la Première Guerre mondiale, il est arrêté pour ses activités politiques et interné en Allemagne à Holzminden. Il devient secrétaire de la Centrale des mineurs au Gosson, poursuit ses études à l'École des mines de Seraing et travaille comme employé à la police communale (1923-1928). Il suit alors des cours de sciences administratives et devient receveur communal de Grâce-Berleur (1929-1959), ainsi que gérant des habitations sociales. Membre des Jeunes gardes socialistes, il mènera deux missions en Espagne destinées à fournir des équipements sanitaires aux républicains. Pendant la Seconde Guerre mondiale, il rallie la Résistance et est membre du Réseau Socrate. Il réorganise aussi avec d'autres militants le futur Parti socialiste belge (PSB). Il est vice-président de la Fédération liégeoise de ce parti (1945-1959) puis président de cette date à sa mort. Il sera député de 1949 à 1968. Il participe aux travaux du Rassemblement démocratique et socialiste wallon et y rencontre la question wallonne. Il quitte cet organisme et participe aux travaux de la Commission liégeoise du PSB qui propose également le fédéralisme (1943-1944), un projet en réalité proche du confédéralisme mettant à égalité Wallons et Flamands.

Il participe au Congrès national wallon de 1945. Les 5 et 6 juillet 1947, devant une réunion de socialistes wallons à Mons, il prône la réunion de la Wallonie à la France, comme solution à long terme. Il préside également le Comité d'action wallonne de Liège. Comme député, il prend part à la lutte contre le retour de Léopold III. Il est arrêté administrativement par la gendarmerie, le 26 juillet. C'est lui qui harangue la foule le 30 juillet dans l'après-midi, peu de temps avant la Fusillade de Grâce-Berleur. Il semble qu'il ait soutenu aussi la tentative de Gouvernement wallon séparatiste avec André Renard, Fernand Dehousse, Fernand Schreurs, Joseph Merlot. Il est membre du Comité permanent du Congrès national wallon de 1950 à 1971 et préside le Congrès national wallon de 1957. Lors du Congrès des socialistes wallons de 1959, il dénonce ce qu'il appelle la monarchite aiguë de certains socialistes et déclare 
« Il faut que l'on sache que les républicains que nous sommes ne seront plus sacrifiés »
En 1958, il devient le président de Wallonie libre. Le 11 juillet 1961, il dépose à la Chambre une proposition de révision de la Constitution semblable à celle de Joseph Merlot et François Van Belle déposée en 1952, texte contresigné notamment par Fernand Massart et Lucien Harmegnies, sans suites concrètes. Il rallie le Mouvement populaire wallon. Les socialistes fédéralistes comptent notamment sur la présence au sein du Gouvernement PSC-PSB de l'époque de Joseph Merlot qui sera obligé de démissionner de son poste ministériel après le vote qui réunit les Fourons au Limbourg fin octobre 1962 (Merlot démissionne début novembre). En 1964, il dépose un projet de loi prescrivant le retour des Fourons à Liège, avec André Cools, Maurice Destenay et Freddy Terwagne qui n'aura pas de suite. C'est Simon Paque qui préside le Congrès d'action wallonne de Namur en mars 1963 d'où sortira le Collège exécutif de Wallonie qui organisera le Pétitionnement wallon. Le succès du pétitionnement est à l'origine des fortes dissensions entre le PSB et le mouvement wallon . Le PSB déclare que l'appartenance au Mouvement populaire wallon et au parti socialiste sont incompatibles, ce qui va entraîner la démission des mandataires socialistes du Collège exécutif de Wallonie. Simon Paque quitte aussi Wallonie libre mouvement avec lequel il rompt tous les contacts. Il tente en vain de relancer un Congrès national wallon avec Fernand Schreurs mais la tentative échoue. Enfin peu avant de mourir il signe la Nouvelle Lettre au Roi pour un vrai fédéralisme rédigée à l'initiative de Jean Rey, Fernand Dehousse et Marcel Thiry. L'Encyclopédie du Mouvement wallon consacre deux pages à Simon Paque en son tome III, pp. 1216-1218.

## Postérité
La rue Simon-Paque à Grâce-Hollogne (province de Liège) rend hommage à cet homme politique.